# Éréac
Éréac (in bretone Erieg) è un comune francese di 643 abitanti situato nel dipartimento delle Côtes-d'Armor nella regione della Bretagna.

## Società

### Evoluzione demografica
Abitanti censiti